# Miratge de l'ascens social
El miratge de l'ascens social és la percepció errònia que tenen les persones quan associen una relació afectiu-sexual amb persones que responen a un model de masculinitat hegemònica (en els que predomina la imposició i el menyspreu) amb la sensació d'un increment del seu estatus social i del seu atractiu, quan en realitat el que succeeix és que aquest estatus i aquest atractiu decreixen. Jesús Gómez Alonso, professor del Departament de Mètodes de Recerca i Diagnòstics de l'Educació a la Universitat de Barcelona i investigador al Centre de Recerca de Teories i Pràctiques per a superar les Desigualtats, ja assenyalava que quan les dones mantenen relacions amb homes que segueixen el model del “conqueridor” que menysprea o ignora, la seva imatge social empitjora.

## Concepte de l'amor ideal
Conjuntament amb el miratge de l'ascens social, destaquem el concepte "amor ideal". La primera definició segons la Real Academia Espanyola respecte a la paraula amor és: << Sentiment intens de l'ésser humà que, partint de la seva pròpia insuficiència, necessita i busca unir-se amb un altre ésser>>. L'amor ideal és un concepte que sorgeix durant el Romanticisme a finals del S. XVIII, tot i que ha estat present al llarg del temps i que encara és vigent avui dia, Trobem exemples com podria ser el de Lev Tolstoi, principalment escriptor, filòsof i pedagog rus del Segle XIX, en la seva obra Anna Karènina en la qual exposa amors impossibles que desemboquen en patiment, passió, rebuig de la societat per les diferències d'estatus social i dol. William Shakespeare, dramaturg, poeta i actor anglès del Segle XVI, amb la seva gran obra Romeu i Julieta on l'odi entre dues famílies porten als amants a un final inevitable.

## Actualitat del miratge de l'ascens social i l'amor ideal
Actualment els adolescents són vulnerables en ser influenciats pels mitjans de comunicació, les pel·lícules i en produir-se al llarg d'aquesta etapa les primeres relacions de parella i l'opció de crear una visió inadequada respecte a l'amor romàntic i els seus mites.
En alguns debats públics s'està situant l'amor ideal i romàntic com a causant de la violència masclista, imatge socialitzada en la literatura, el cinema, contes infantils, etc. que transmet uns rols de gènere que mostren per un costat la passivitat, la resignació, doler i entrega de les dones i per altre, l'agressivitat dels homes. Adolescents i joves estan exposats i exposades a models de masculinitat en els quals es presenta com atractiu a aquell que domina, qui exerceix poder i violència cap a la dona, mostrant-se com protagonista atractiu de pel·lícules, sèries de televisió, cançons i revistes tant per a adolescents com per a persones adultes.
Per a comprovar que la imatge d'una societat hegemònica i sexista segueix vigent, tenim aquí un article de l'abril 2019 que aborda la dinàmica dels mitjans de comunicació en el tractament de la violència masclista (contra les dones), així com descriu els discursos de violència de gènere de les campanyes institucionals a Espanya des de 1998 fins a 2017. L'objectiu és revelar les narratives dominants durant aquest període, el temps que demostren les tendències que canvien i la progressiva diversificació de les audiències a les que van dirigides les campanyes. Es centra en l'impacte d'aquestes campanyes en els processos d'identitat de les dones que han sobreviscut a violència masclista i que van abandonar l'agressor. Aquesta investigació es basa en testimonis biogràfics de 23 dones i està recollit en revistes. Es conclou afirmant que les representacions hegemòniques de dones supervivents d'abús creen una dicotomia víctima-agent en la qual es recomana a les dones víctimes d'exercir la seva suposada “voluntat lliure” denunciant els seus maltractadors, cosa que pot contribuir a re victimitzar les mateixes dones.

## Sexisme
Una conducta sexista consisteix a valorar les persones segons el seu sexe. Es fonamenta en una cultura que diferencia els sexes i els jerarquitza, discriminant negativament les nenes i les dones. Les conductes sexistes són difícils de detectar perquè encara ara estan molt arrelades en la societat i es donen “de manera natural” en la vida quotidiana. Per això, evidenciar-les i treballar per erradicar-les no és fàcil. El primer pas en aquesta tasca és la identificació. Es pot donar sexisme en l'àmbit individual o com a pràctica social, sexisme encobert, que es posa de manifest amb la sobreprotecció, o sexisme hostil i violent, el més fàcilment identificable.
Les pràctiques sexistes són difícils de detectar perquè esdevenen en l'àmbit familiar i social com a costums, tradicions, etc. i sovint s'accepten com a “normals”. Aquesta “normalitat” sovint legitima les conductes sexistes i dificulta que qui les duu a terme pugui prendre consciència d'estar discriminant. Les conductes sexistes, en què es posa de manifest la desigualtat de poder entre homes i dones per raons de sexe, es troben en els fonaments de l'assetjament sexual i són l'origen de la violència contra les dones o violència de gènere, de la qual poden donar-se casos ja a l'adolescència.
Bell Hooks, en el seu llibre El feminismo es para todo el mundo, assumeix críticament els privilegis dels homes, però proposa una teorització complexa que col·loca el problema en el patriarcat, el sexisme i la dominació masculina, que inclou el fet que moltes dones també reprodueixen aquesta dominació i que posa en el centre que per aconseguir erradicar aquest sistema és important assumir la presa de consciència crítica.  
Un article explora la relació entre la identitat feminista i l'informe de les dones sobre la conformitat d'una parella masculina ideal amb les normes de rol de gènere masculí. Les dones universitàries heterosexuals, en la seva majoria blanques (N = 183) van completar mesures que avaluaven les creences feministes i les característiques de masculinitat d'una parella masculina ideal. Els resultats van indicar que la identitat feminista va predir significativament les preferències de les participants per la conformitat d'una parella masculina ideal amb les normes masculines. Específicament, les dones que acceptaven més la cultura patriarcal, aprovaven els rols tradicionals de gènere i negaven el sexisme, van informar que volien que la seva parella masculina ideal s'ajustés a les normes tradicionals masculines de control emocional, assumpció de riscos, poder sobre les dones, dominació, autosuficiència i desdeny pels homosexuals. En contrast, les dones identificades com a feministes van reportar voler una parella ideal que no complís amb les normes masculines tradicionals de violència, poder sobre les dones, playboy i autosuficiència. Discutim les implicacions d'aquestes troballes per a les relacions heterosexuals de les dones, incloent-hi la possibilitat que la identitat feminista pugui servir com un factor protector contra la participació en relacions heterosexuals insatisfactòries o fins i tot, violentes.

## Violència de gènere
La violència de gènere és un tipus de violència física o psicològica, exercida contra una persona sobre la base del seu sexe o gènere, que té com a resultat un dany o patiment físic, sexual, o psicològic, així com l'amenaça, la coacció o la privació arbitrària de la llibertat, que impacta de manera negativa la seva identitat i benestar social.
La teoria de l'aprenentatge social continua sent una de les principals explicacions de la violència de parella (IPV). La investigació sobre les actituds cap a la IPV representa una extensió lògica de la tradició d'aprenentatge social, ja que és intuïtiu esperar que les persones exposades a la violència en la família d'origen puguin internalitzar els guions conductuals de la violència i adoptar actituds que acceptin la IPV. No obstant això, tot i aquest vincle assumit entre la violència familiar i les actituds cap a la IPV, pocs estudis han examinat empíricament els factors associats amb el desenvolupament de tals actituds. Utilitzant dades de l'Estudi de relacions entre adolescents de Toledo (Tars), examinem el paper de la violència familiar en l'adopció d'actituds que accepten la IPV entre una mostra d'adults joves (n = 928). La investigació actual contribueix a la literatura existent sobre les actituds cap a la IPV al (a) proporcionar un examen empíric dels factors associats amb les actituds cap a la IPV en models predictius; (B) basar-se en un índex multifacètic, descrivint condicions específiques sota les quals la IPV pot considerar justificable; (C) examinar els factors extrafamiliars, a més de l'exposició a la violència familiar, per proporcionar una descripció més completa dels factors associats amb les actituds cap a la IPV; i (d) centrar l'atenció particular en el paper del gènere, fins i tot si els factors associats amb l'acceptació actitudinal de la IPV són similars per a homes i dones. Les troballes van indicar una variació considerable en el suport general de les actituds respecte a l'ús de la violència en totes les condicions, amb un major suport entre les dones. D'acord amb els enfocaments d'aprenentatge social de la IPV, l'exposició a la violència en la família d'origen es va associar amb les actituds cap a la IPV. No obstant això, les troballes també van assenyalar la importància de factors més enllà de la família, incloent-hi un rang de característiques sociodemogràfiques, de relació i d'estat adult. Discutim la rellevància de les nostres troballes per a futures teories i investigacions en l'àrea de les actituds cap a la IPV.

## Violència masclista
La violència masclista és definida per les Nacions Unides com aquells actes vers les dones i nenes que puguin tenir com a resultat un dany o patiment físic, sexual o psicològic per a la dona, així com les amenaces d'aquests actes, la coacció o la privació arbitrària de llibertat, tant si es produeixen a la vida pública com privada. Violència masclista també és el terme que ha usat el Parlament de Catalunya per regular el marc normatiu amb relació a la violència contra les dones. La Llei 5/2008 del dret de les dones a erradicar la violència masclista utilitza l'expressió violència masclista perquè considera que el masclisme és el concepte que de manera més general defineix les conductes de domini, control i abús de poder dels homes sobre les dones i que, alhora, ha imposat un model de masculinitat que encara és valorat per la societat com a superior.

### Abús físic i psicològic
L'abús físic pot començar sent difícil de percebre, com per exemple no satisfent les necessitats bàsiques de la persona més dèbil. El maltractament físic es caracteritza per l'ús de la violència física, prepositiva, repetitiva i amb la finalitat de causar dolor o submissió. Quan es creua la ratlla de la violència física comencen els abusos amb cops suaus amb la mà, pessics o estirades de cabells. Amb la repetició, aquestes accions es van fent cada vegada més violentes i més invasores de la intimitat de l'altre produint que la víctima faci coses que no vol fer, però que accepta per evitar les agressions. Aquesta escalada abusiva pot arribar a la mort.

El maltractament psicològic és una forma de violència que inclou moltes modalitats d'agressió intel·lectual i moral i que consisteix en hostilitat reiterada, que pot ser verbal o no verbal, que perjudica directament o indirecta l'estabilitat emocional de la persona que la pateix.
La violència psicològica en parella és una manera d'abús psíquic que té lloc en la relació de dues persones que decideixen conviure o vincular-se afectivament per compartir un projecte en comú. Inclou comportaments que es converteixen en agressions, dels quals l'agressor pot o no tenir consciència. Implica la coacció, suposa l'amenaça de la violència física o corporal i moltes vegades és pitjor que aquesta. S'emfatitza amb el temps i com més perdura major és la repercussió, produeix un deteriorament en la víctima que la impossibilita a defensar-se. És una conducta passiva o activa practicada que deshonra o menysprea el valor de la dignitat de l'home o la dona d'igual manera. Forma maltractes, negligències, humiliacions, amenaces i comparacions destructives que poden afectar l'autoestima de la persona i perjudicar el seu desenvolupament operatiu, el que pot comportar depressió o fins i tot el suïcidi.
Un estudi anomenat He Could Scare Me Without Laying a Hand on Me": Mothers' Experiences of Nonviolent Coercive Control During Marriage and After Separation, els estudis demostren els efectes negatius del control i la coacció violenta, però pocs examinen el control de coacció sense violència. Aquest estudi descriu les característiques del control no violent entre vuit mares divorciades i les compara a 47 mares que experimenten aquest tipus de violència o no violència. Les mares amb control no violent van reportar més estratègies d'enfrontament, risc i assetjament i amenaces percebudes que les mares sense violència o sense control; nivells semblants de por i control durant el matrimoni que les mares de control violent; i més por després de la separació que ambdós grups.

## Alguns estudis i prevencions a Catalunya o Espanya
- Los mitos del amor romántico. Després de veure les primeres definicions del concepte amor en la RAE, en l'Obra Social la Caixa ens expliquen que és una construcció social, varia segons l'època i la cultura, es basa en la família nuclear i la parella heterosexual. El model d'amor romàntic consisteix en el gust per la desgràcia i els amors impossibles, la hiperidealització de l'amor i de la persona estimada, l'amor feliç no té història, guanya l'amor condemnat i amenaçat. L'amor és una passió que fa patir. Ens exposa seguidament les característiques típiques dels rols de gènere (masculí i femení). Ens mostra la parella com a objectiu, com una cosa necessària a la vida, com el que és natural, buscar una mitja taronja i hi ha una predestinació. Gels, omnipotència de l'amor, passió eterna. Finalment ens expliquen com hauria de ser el model correcte de relació per a tenir-ne una sana i realista.[17]
- Breaking the Silence at Spanish Universities: Findings From the First Study of Violence Against Women on Campuses in Spain. Universitat de Barcelona. La primera investigació que es realitza sobre la violència contra les dones en el context universitari a Espanya revela que el 62% dels estudiants coneixen on han viscut situacions d'aquest estil en les institucions universitàries, però només el 13% les identifiquen en primer moment. Dos aspectes principals interrelacionats sorgeixen de l'anàlisi de les dades: no identificar i reconèixer les situacions de violència i la falta d'informació al respecte. Les polítiques i accions desenvolupades per les universitats espanyoles han de basar-se en dos objectius: la intransigència cap a qualsevol cas de violència contra les dones i la intervenció dels espectadors, l'acompanyament i la solidaritat amb les víctimes i amb qui els i fan costat.[18]
- Fundació SER.GI Els continguts bàsics i generals d'aquest pla de treball preveuen tres grans blocs:
  - El treball de la igualtat de gènere.
  - El treball de mites i estereotips.
  - El concepte i la identificació de la violència. Els Objectius generals d'aquest programa són:
  - Disminuir la probabilitat que la violència aparegui, transformant entorns de risc i reforçant a les persones en les seves capacitats i habilitats, per tal de detectar-la i afrontar-la.
  - Generar la reflexió i el pensament crític sobre les pautes de relació establertes dins la nostra societat per a crear noves maneres de relacionar-se, basades en valors fonamentals com són la igualtat, el respecte, la confiança i la comunicació entre les persones.[19]
- El miratge de l'ascens social i l'amor ideal. És un projecte de noves propostes preventives a la violència masclista, subvencionat per l'Institut Català de les Dones l'any 2011. Té com a objectiu principal contribuir a la prevenció de la violència masclista amb població adolescent i jove a partir de l'anàlisi de la incidència de dos elements en la socialització de la violència masclista: – El Miratge de l'ascens social. – La concepció d'amor ideal – amor romàntic.

Objectius específics
1. Revisar la literatura científica relacionada amb els elements que socialitzen cap a la violència masclista, fent especial incidència en aquelles recerques que analitzin el “miratge de l'ascens social” i la concepció d'amor ideal – amor romàntic
2. Definir les característiques del “miratge de l'ascens social” i identificar les interaccions socials que el promouen.
3. Analitzar la presència o absència de violència masclista en les relacions de noies i joves que vinculen sexualitat a “amor ideal”.
4. Analitzar les campanyes de prevenció de violència masclista en relació al “miratge de l'ascens social” i l'amor ideal – amor romàntic, per aportar orientacions en la seva millora.
5. Difondre els resultats a la comunitat científica i agents socials interessats en la prevenció de la violència masclista.[20]